# فسيفولود كريستوفسكي
فسيفولود كريستوفسكي (23 فبراير 1840 - 30 يناير 1895) (الروسية: Все́волод Влади́мирович Кресто́вский) هو أديب روسي.

## مسيرته
في عام 1857، التحق بكلية التاريخ والفيلولوجيا في جامعة سانت بطرسبرغ الحكومية. في الجامعة أصبح صديقا للناقد الراديكالي ديمتري بيساريف، وكتب لمجلة الكلمة الروسية.
بعد ارتباطه القصير بالمخيم الراديكالي، انضم إلى مجموعة من السلافوفيليا أمثال أبولون مايكوف، وليف مي وآخرين، في عام 1860 غادر الجامعة ليُصبح كاتبا محترفا. روايته «الأحياء الفقيرة في سانت بطرسبرغ» (1864) هي نتاج ساعات طويلة من الملاحظة الشخصية، أكسبته شهرة كبيرة.
في ثمانينيات القرن التاسع عشر أصبح كريستوفسكي معادٍ للسامية في آرائه السياسية والاجتماعية.
توفي في وارسو عام 1895.

## روابط خارجية
- أعمال أو نبذة عن فسيفولود كريستوفسكي على أرشيف الإنترنت
- أعمال فسيفولود كريستوفسكي في ليبري فوكس